# Ray Codrington
Ray Codrington (* um 1940 in Dunn, North Carolina) ist ein US-amerikanischer Jazztrompeter (auch Flügelhorn, Posaune, Gesang) und Hochschullehrer.
Codrington wuchs in Fayetteville auf und studierte an der Howard University. Anfang der 1960er-Jahre war er Mitglied des JFK Quintet um Andrew White. Ab Mitte des Jahrzehnts arbeitete er u. a. mit dem Jazz Composer’s Orchestra (um Michael Mantler, Roswell Rudd und Steve Lacy), ferner mit Eddie Harris („Freedom Jazz Dance“ 1965) und Larry Willis, in den 1980er-Jahren auch mit Roland Hanna. Im Bereich der Filmmusik war er für Hugo Montenegro tätig; zu hören ist er auch im Soundtrack von Der Pate – Teil II. in seinen späteren Jahren war er Adjunct Professor an der East Carolina University und trat als Musiker weiterhin im Südosten der Vereinigten Staaten auf. Gegenwärtig spielt er auf lokaler Ebene im John Brown Quintet. Im Bereich des Jazz war er zwischen 1961 und 2009 an zwanzig Aufnahmesessions beteiligt zuletzt 2010 mit Nnenna Freelon.